# SOMAIR
SOMAIR (фр. Société des mines de l'Aïr) — горнодобывающая компания Нигера, занимающаяся разработкой урановых месторождений.

## История
Компания основана французской Areva совместно с государством Нигер, представленным ONAREM, в 1968 году. С 1971 года SOMAIR осваивает месторождение урана около города Арлит. В 1987 году компания прекратила разработку рудника Арлит и перешла к добыче из находящегося в 4 км от него месторождения Арни.